# Louis Lucien Faure-Dujarric
Ne doit pas être confondu avec Louis Faure-Dujarric.
Louis Lucien Faure-Dujarric (Paris 9e, 24 janvier 1872 - Paris 15e, 30 novembre 1958) est un sportif, artiste peintre, affichiste, lithographe et illustrateur français.

## Biographie
Louis Lucien est le fils aîné de Marie Alice Emma Vermeil et de l'architecte Louis Faure-Dujarric (1828-1904). Il a pour frère cadet, l'architecte Paul Louis Faure-Dujarric.
Élève au lycée Lakanal, il fonde en 1889 l'association Sport-Athlétique avec son camarade Frantz Reichel, futur champion de rugby, sous le patronage de Pierre de Coubertin : historiquement, c'est la première association sportive lycéenne de France,. En 1892, il arrive 3e au Championnats de France de cross-country dans l'épreuve de cross long.
Entré aux Beaux-Arts de Paris, il étudie l'art du dessin auprès de Constant Moyaux et Léon Bonnat. 
Signant dès le début des années 1890, alors qu'il est un coureur cycliste en amateur, ses premières compositions dessinées sur pierre lithographique « L. Lucien Faure », ses affiches publicitaires figurent l'univers des sports et du music-hall. Il compte ainsi parmi les artistes de l'Art nouveau.
En mai 1899, il participe à une course automobile à Suresnes, en pleine nuit, rendez-vous mondain où se croisent Pierre Giffard, Pierre Lafitte et Rodolphe Darzens, parmi d'autres concurrents.
Il collabore à des périodiques comme Le Cycle, La Bicyclette, Le Monde artiste, Les Sports athlétiques, La Vie au grand air, Le Soleil du dimanche, Le Tout Lyon, ou encore à la revue Le Yacht. Il illustre les partitions musicales des recueils Paris-Chansons publiés chez G. Astruc & Cie.
Vers 1900, il ouvre une imprimerie d'art à Paris, au 12 rue Saint-Anne, qui déménage vers 1904 au 7 rue Papillon.
Devenu ingénieur-conseil et divorcé de Élina Charlotte Dubeau, il meurt le 30 décembre 1958 dans le 15e arrondissement de Paris.

## Œuvre

### Affiches lithographiées

Créations avant 1905 (source BNF)
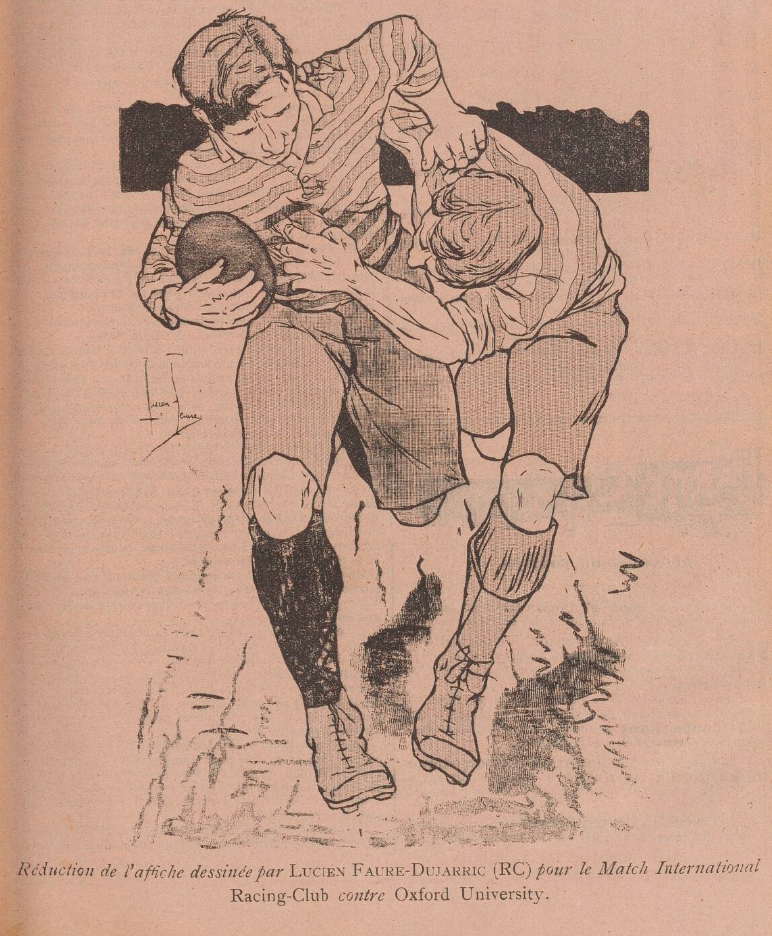
Joueurs de rugby
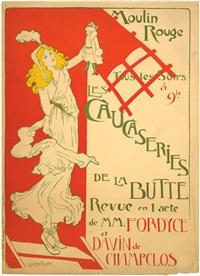
Moulin Rouge - Les Caucaseries de la Butte
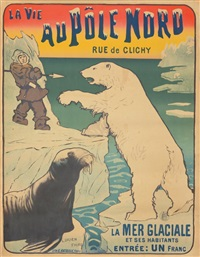
La Vie au Pôle Nord
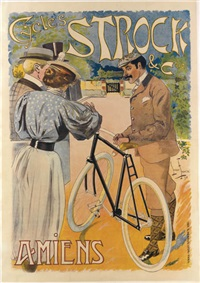
Cycles Strock & Cie, Amiens
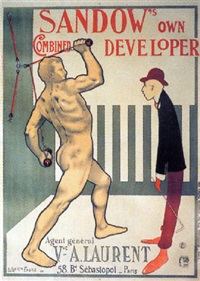
Sandow's own Combiner Developper
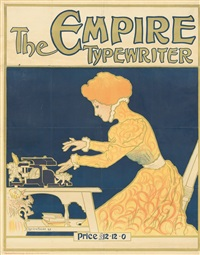
The Empire Typewriter
L'Œuvre, Monna Vanna... Maurice Maeterlinck, Mme Georgette Leblanc
Yvette Guilbert
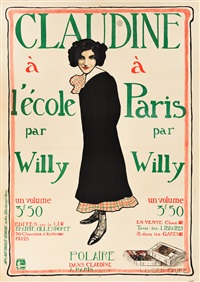
Claudine à l'école

### Ouvrages illustrés
- L. P. Reichel, La Vélocipédie dans le mouvement athlétique, Paris, Ch. Delagrave, 1893.
- Maurice Leblanc, Gueule rouge, 80 chevaux, Paris, Ollendorff, 1904.
- Lily Jean-Javal, Nuages, poèmes[12], gravures sur bois, Lucien Dorbon, 1934.